# Noguera de Albarracín
Noguera de Albarracín (aragónul Noguera d'Albarracín) település Spanyolországban, Teruel tartományban. Noguera de Albarracín Albarracín községgel határos. Lakosainak száma 130 fő (2024).

## Népesség
A település népessége az utóbbi években az alábbiak szerint változott:
| Lakosok száma | 173  | 161  | 155  | 142  | 152  | 137  | 134  | 140  | 138  | 130  |
|               | 2001 | 2004 | 2007 | 2009 | 2012 | 2014 | 2017 | 2019 | 2022 | 2024 |